# Sei bellissima/Spiagge di notte
Sei bellissima/Spiagge di notte è il secondo 45 giri di Loredana Bertè, pubblicato nel 1975 dall'etichetta discografica CGD.

## Descrizione
Il disco fu pubblicato con due diverse copertine, la prima con una foto della cantante al centro ed i contorni blu e la seconda con l'aggiunta della scritta "Questo disco per l'estate è stato scelto da Supersonic", con riferimento all'omonima trasmissione radiofonica.
Entrambi i brani del disco sono arrangiati da Vince Tempera, e sono stati inseriti nell'album Normale o super uscito nel 1976.

## Sei bellissima
Con questo brano, scritto da Claudio Daiano per il testo e da Gian Pietro Felisatti per la musica, Loredana Berté partecipò a Un disco per l'estate nell'edizione del 1975, ma fu eliminata. Di contro, il singolo ottenne un buon successo di vendite, risultando una delle sue canzoni più conosciute e di maggior successo. Sei bellissima fu il primo 45 giri della cantante a raggiungere la top 10 e contemporaneamente a superare la soglia delle centomila copie.
La canzone fu pubblicata nella prima versione del disco, ad aprile, con il testo censurato dalla casa discografica (i versi "a letto mi diceva sempre / non vali che un po' più di niente" sostituiti da "e poi mi diceva sempre / non vali che un po' più di niente") e nella seconda, a luglio, con il testo originale.
Nel 1985 è stata inserita all'interno della colonna sonora del film La messa è finita di Nanni Moretti.
Nell'autobiografia di Loredana Bertè, Traslocando-È andata così, scritta con Malcom Pagani, la cantautrice afferma che scrisse il testo ispirandosi alla storia d'amore con Adriano Panatta, ma che, non essendo ancora iscritta alla S.I.A.E. all'epoca, non poté firmare il brano, che fu registrato a nome Daiano/Felisatti.

### Cover
Nel 1987 Iva Zanicchi include una sua versione nell'album Care colleghe.
Nel 1995 nell'album Non è la Rai gran finale viene inclusa la versione incisa da Roberta Modigliani
Nel 1996 Syria ne ha inciso una versione nell'album Non ci sto, mentre nel 2005 Dolcenera pubblica una cover di Sei bellissima nell'album Un mondo perfetto.
Nel 1997, la cantante brasiliana Vanessa Barum pubblica una cover in portoghese del brano, di nome Belíssima, nel suo album di debutto. Questa versione è stata parte della colonna sonora della telenovela O fim do mundo.
Nel 2009 Fausto Leali include una sua versione nell'album Una piccola parte di te (Steamroller, SRCD6300).

## Spiagge di notte
Spiagge di notte è una canzone scritta, sia per il testo che per la musica, da Daniele Pace.

## Tracce
7" (Single CGD 3247)
1. Sei bellissima - 4'50"
2. Spiagge di notte - 3'00"

## Classifiche
| Classifica (1975) | Posizione raggiunta |
| ----------------- | ------------------- |
| Italia            | 9                   |

## Duetto con Alessandra Amoroso
Sei bellissima è un brano musicale della cantante italiana Loredana Bertè, riprodotta in collaborazione con Alessandra Amoroso, contenuta nell'album Amici non ne ho... ma amiche sì!, pubblicato dalla cantante nel 2016.
Il brano è pubblicato come secondo singolo estratto dall'album il 28 ottobre 2016.

### Tracce
Download digitale
1. Sei bellissima – 4:02 (testo: Claudio Daiano – musica: Gian Pietro Felisatti)